# Большая Королевка
Большая Короле́вка (бел. Вялікая Каралёўка) — деревня в составе Паршинского сельсовета Горецкого района Могилёвской области Республики Беларусь.

## Население
- 1999 год — 88 человек
- 2010 год — 34 человека